# Herbert Spencer
Pour les articles homonymes, voir Herbert Spencer (homonymie) et Spencer.
Herbert Spencer, né le 27 avril 1820 à  Derby et mort le 8 décembre 1903 à Brighton, est un philosophe et sociologue britannique. Son nom est associé à l'application des théories de Charles Darwin à la sociologie, et donc au darwinisme social, même si les partisans de ces théories rejettent ce terme, lui préférant celui de spencérisme. Il popularise par ses publications l'idée d'évolution et de survie des plus aptes (survival of the fittest).

## Biographie
Herbert Spencer est né à Derby, en Angleterre, le 27 avril 1820, fils de William George Spencer et de son épouse Harriet Holmes. Son père était un non-conformiste religieux passé du méthodisme au quakerisme, qui dirigeait une école fondée sur les méthodes d'enseignement progressives de Pestalozzi et fut également secrétaire de la Derby Philosophical Society, une société scientifique fondée en 1783 par Erasmus Darwin, grand-père de Charles Darwin. Le jeune homme conserve des idées paternelles une hostilité envers toute forme d'autorité et une initiation aux concepts pré-darwiniens de l'évolution biologique développés par Erasmus Darwin et par Jean-Baptiste Lamarck. Il est également influencé par son oncle, le révérend Thomas Spencer, qui complète son éducation en mathématiques, physique et latin, et qui est un fervent libre-échangiste et anti-étatiste. Autrement pratiquement autodidacte, Herbert Spencer acquiert la plupart de ses connaissances par ses lectures et ses conversations avec ses amis et connaissances.
Très tôt intéressé par les questions politiques, Herbert Spencer exerce la profession d'ingénieur des chemins de fer tout en participant à de nombreux mouvement et associations. Il devient ainsi membre de l'Anti-Corn Law League, fondée par Richard Cobden.
Ce sont ses écrits qui le font connaître comme sociologue. Collaborant à The Economist, il rédige de nombreux ouvrages, dont Social Statics (1850), inspiré par l'utilitarisme de Jeremy Bentham, A Theory of Population (1852), où il conteste le catastrophisme de Thomas Malthus, ou encore ses Principles of Psychology, qu'il commence en 1855. Sa grande œuvre est Principles of Sociology, dont la publication s'étale de 1876 à 1897.
Toute sa vie, Spencer s'oppose à la guerre et à l'impérialisme. Il s'oppose à la guerre hispano-américaine de 1898 et tente de fonder une Ligue contre l'agression. Cependant, dans son traité de Morale évolutionniste, il écrit : « Si l'on dit qu'à la manière des Hébreux qui se croyaient autorisés à s'emparer des terres que Dieu leur avait promises, et dans certains cas, à en exterminer les habitants, nous aussi, pour répondre à l'intention manifeste de la Providence, nous dépossédons les races inférieures, toutes les fois que nous avons besoin de leurs territoires, on peut répondre que, du moins, nous ne massacrons que ceux qu'il est nécessaire de massacrer et laissons vivre ceux qui se soumettent ».

## Philosophie générale de l'Évolution
Herbert Spencer élabore une philosophie évolutionniste dans Progress, Its Law and Causes, dès 1857. Selon lui, l'évolution est un passage graduel de l'homogène vers l'hétérogène et de l'incohérent vers le cohérent. Un phénomène évoluant dans le sens d'une différenciation et d'une intégration (organisation) croissante.
De par sa croissance, l'hétérogénéité évolutionnaire se complexifie également avec le temps. La complexification atteint ainsi graduellement plusieurs plans, par « étapes » ou par « paliers »..
On compte de ce fait, cinq étapes constituant la synthèse spencérienne :
1. La loi universelle de l'Évolution — Cette première étape est la fondation de la synthèse spencérienne dont chacune des prochaines étapes est une manifestation de son application. Pour expliquer cette étape unificatrice, il est nécessaire d'indiquer qu'elle trouve elle-même sa source dans une autre loi, l'unique loi absolument première selon Spencer : la loi de la conservation de l'énergie. De ce postulat sont ainsi originellement imposées une quantité invariable des forces — forces statique de la matière et dynamique des diverses énergies —  et leur transformation constante. Cette transformation des forces est ainsi « forcée » par la quête de leur équilibre commun : en cette loi, elles s'entre-heurtent et s'échangent des propriétés entre elles. Cet échange donne ensuite naissance à leur modification commune, croissante et graduelle (évolution). Ainsi, dans les mots de Spencer, « L'évolution est une intégration de matière accompagnée d'une dissipation de mouvement, pendant laquelle la matière passe d'une homogénéité indéfinie, incohérente à une hétérogénéité définie, cohérente, et pendant laquelle aussi le mouvement retenu subit une transformation analogue[8]. »
2. L'Évolution physique et biologique — C'est à partir de cette deuxième étape que les principes d'Évolution s'appliquent à la nature organique en plus qu'à la nature inorganique. Cependant, Spencer décida, afin d'éviter d'alourdir inutilement sa synthèse, de se restreindre à simplement souligner les théories déjà existantes l'appuyant solidement. Concernant l'Évolution physique, c'est l'hypothèse du déterminisme de Laplace qui permet de la mettre en évidence. Effectivement, selon Laplace, le monde physique « obéit à des lois d'évolution non-probabilistes », cette théorie coïncide donc avec les premiers points avancés de Spencer tout en les complétant (selon la loi de la conservation de la matière). Quant à L'Évolution biologique, avant Spencer, elle fut déjà aisément démontrée et expliquée par les thèses du transformisme biologique de Darwin. Ainsi, Spencer cite de nombreux exemples darwiniens exposant l'Évolution. Parmi ces exemples, il y a les faits observables de l'embryogénèse : Un processus permettant de retracer par déduction et évidence les trois caractéristiques de l'Évolution selon Spencer, soit « le passage de l'homogène à l'hétérogène, avec consolidation de l'ensemble et détermination d'un ordre meilleur [(équilibre)] ». De plus, la loi fondamentale darwinienne qu'est la sélection naturelle et qui instaure la persistance du plus apte et la lutte pour la vie illustre elle aussi parfaitement l'interprétation de Spencer. En ses mots à lui, il s'agit là de la dispersion des parties plus faibles ou du regroupement « des parties [les plus forts] dans une masse soumise à une force quelconque ». Ainsi si la ou les forces appliquées sont celles de la lutte pour la vie, les individus forts persistent car ils se rassemblent et résistent mieux au dispersement que les individus faibles qui, de ce fait, sont eux forcés d'extinction. Ainsi Spencer incorpora les théories de LaPlace et de Darwin dans un ensemble plus vaste qu'est sa synthèse spencérienne.
3. L'Évolution psychologique — Herbert Spencer établit ensuite un premier lien entre la précédente étape et la troisième : les actions et les réactions du corps et de l'esprit pourraient très bien être les faces internes et externes du même changement — et ce, selon tous les faits observables —. Or, cela n'est pas prouvable et ne reste qu'une hypothèse, celle du parallélisme psychophysique. [incomplet]
4. L'Évolution sociale et morale — ...[incomplet]
5. L'Évolution métaphysique et religieuse : « l'Inconnaissable » — ...[incomplet]

Ensuite, il est important de prendre en compte que Spencer considère purement son système comme un mécanisme. Chaque étape est ainsi pour lui une transformation d'une force mécanique. C'est pour cette vision nettement mécanique que cette théorie de Spencer est associée majoritairement au courant scientifique.
Quant à Darwin, il n'emploie quasiment jamais le terme d'évolution dans L'Origine des espèces (1859), et lui préfère l'expression de « descendance avec modification » en ne désignant par là que le processus d'adaptation. Pourtant, dès la seconde moitié du XIXe siècle, les idées de Darwin seront qualifiées de « théorie de l'évolution », probablement parce qu'elles évoquent la véritable théorie de l'évolution qu'avait exposée Lamarck au début du XIXe siècle.
Darwin a décrit les idées de Spencer dans ces termes :
« Ses généralisations fondamentales (dont certains ont comparé l'importance à celle des lois de Newton !) - sont peut-être, oserais-je le dire, très valables d'un point de vue philosophique, mais d'une essence telle qu'elles me paraissent n'avoir aucun usage strictement scientifique. Relevant par essence des définitions plus que des lois de la nature, elles ne permettent pas de prédire ce qui se produira dans un cas particulier. » 
Spencer regrettera amèrement cet amalgame entre les idées de Darwin et son idée de l'évolution et tentera en vain de dissiper cette confusion dans le texte intitulé Le principe de l’évolution, réponse à Lord Salisbury publié en 1895 et traduit en français et en allemand.

« On voit à présent combien l’idée que le vulgaire se fait de l’évolution diffère de la vraie. La croyance régnante est doublement erronée, elle contient deux erreurs emboîtées. C’est à tort que l’on admet que la théorie de la sélection naturelle ne fait qu’un avec celle de l’évolution organique ; c’est à tort encore qu’on suppose que la théorie de l’évolution organique est identique à celle de l’évolution en général. On croit que la transformation tout entière est renfermée dans une de ses parties, et que cette partie est renfermée dans un de ses facteurs. »

— Herbert Spencer, Le principe de l’évolution, réponse à Lord Salisbury, 1895.

## Darwinisme social
Connu comme l'un des principaux défenseurs de la théorie de l'évolution au XIXe siècle, sa réputation à l'époque rivalisait avec celle de Charles Darwin, qui n'appréciait ni le personnage, ni ses idées. Spencer a imposé le terme d'« évolution » et est l'auteur de l'expression « sélection des plus aptes », qu'il mettait en rapport avec la sélection naturelle de Darwin. Il a notamment étudié l'extension de cette notion à des domaines comme la philosophie, la psychologie et la sociologie dont il est reconnu comme l'un des fondateurs. Sa théorie fut appelée postérieurement « darwinisme social », ou encore « théorie organiciste ».
Comme de nombreux auteurs avant et après lui, Spencer considérait la société comme un organisme vivant. Cependant, la sociologie va beaucoup plus loin, et fait des lois biologiques, comme la sélection naturelle, une loi de l'évolution des sociétés. Ses recherches visaient à découvrir les lois d'évolution de la société, en se basant sur celles des espèces. Sa pensée se construit ainsi selon des conceptions évolutionnistes et réductionnistes.
Spencer fait de l'histoire des sociétés une histoire linéaire (non dialectique) de la nature. Pour lui, la société passe, en plusieurs étapes, d'un stade primitif où tout est homogène et simple à un stade élaboré, caractérisé par la spécificité, la différenciation, l'hétérogénéité.
Toutefois, dans sa thèse de doctorat présentée en 2012, François-Xavier Heynen réexamine la question de la paternité du darwinisme social. À ses yeux, la pensée globale de Spencer n'est pas compatible avec une telle vision du monde, car le véritable moteur de l'évolution de l'homme chez Spencer est la sympathie : ainsi le « plus apte » doit être compris comme le « plus sympathique ».
Cette interprétation, construite sur une lecture de l'ensemble de l'œuvre de Spencer, remet en cause la vision classique qu'on adopte sur Spencer.

## Idées politiques
Il est surtout connu pour ses essais politiques, notamment cités par des penseurs libertariens comme Robert Nozick. Le philosophe Friedrich Nietzsche le critique vivement, dans Le Gai Savoir (V, 373), Par-delà le bien et le mal (VIII, 253), Généalogie de la morale (I, 3 ; II, 12), Crépuscule des idoles (Divagation d'un « inactuel », 37), et Ecce Homo (Pourquoi je suis un destin, 4). Nietzsche le traite notamment de « décadent ».
Son ouvrage le plus connu est Le Droit d'ignorer l'État, publié en 1850, formulation classique du droit de se passer des services de l'État, et donc du droit de sécession individuelle, qu'il légitime lorsque la puissance gouvernante abuse de son pouvoir. Spencer était alors un défenseur de l'État minimal, réduit donc au strict maintien de la sécurité intérieure et extérieure, ainsi qu'il l'explique dès The Proper Sphere of Government en 1842. Comme John Locke, il défendait la contractualisation des relations entre individus et État. Pour lui, le gouvernement est un simple employé que chacun est libre de révoquer, sans que cela attente aux droits d'autrui. Il se tourna néanmoins petit à petit vers un libéralisme utilitariste, de facture plus classique.

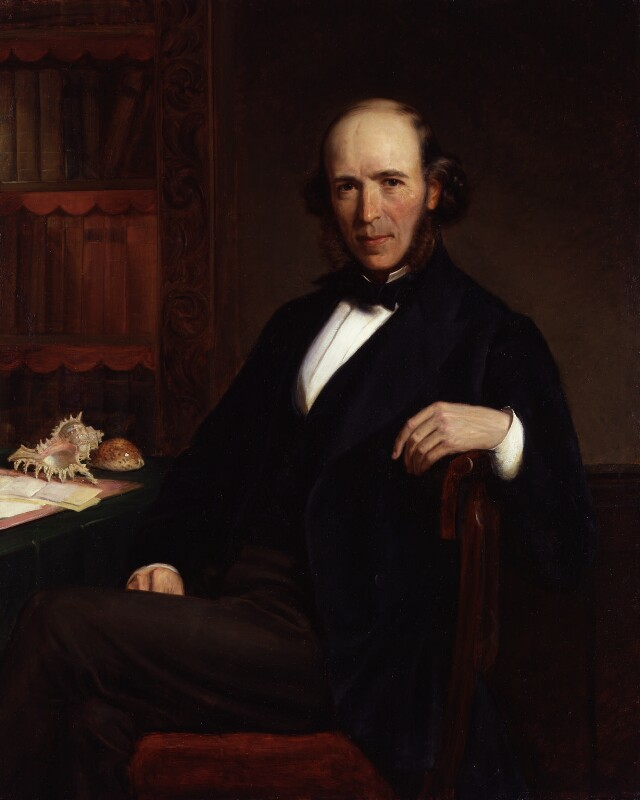
Herbert Spencer en 1872.

Herbert Spencer défend par ailleurs une philosophie de l'Histoire selon laquelle les sociétés industrielles (ouvertes, dynamiques, productives, reposant sur le contrat et la liberté individuelle) supplanteraient progressivement les sociétés de militaires (guerrières, hiérarchiques, holistes, figées, fermées sur elles-mêmes). Finalement, l'État deviendrait lui-même un élément archaïque et obsolète. Selon l'opinion que développe Yvan Blot dans sa thèse de doctorat, Spencer est considéré comme un minarchiste convaincu de la probabilité d'un avenir anarcho-capitaliste. Gueorgui Plekhanov, dans son ouvrage Anarchisme et Socialisme, le considère pour sa part comme un philosophe bourgeois et « anarchiste conservateur ».

## Œuvres
- Le Droit d'ignorer l'État  (1850)
- La Statique sociale (1850)
- Principes de psychologie (1855), traduit de l'anglais par Théodule Ribot et Alfred Espinas, Paris, Éd. Germer Baillière, coll. «Bibliothèque de philosophie contemporaine», 1873.
- De l'éducation intellectuelle, morale et physique (1861), traduit de l'anglais par Raymond Thamin, Paris, Éd. Germer Baillière, coll. «Bibliothèque de philosophie contemporaine», 1880.
- Les Premiers Principes (1862), partie I : L'Inconnaissable, trad., Alcan, 1935
- Principe de biologie (1864-1867), traduit de l'anglais par Emile Cazelles, Paris, Éd. Germer Baillière, coll. «Bibliothèque de philosophie contemporaine», 1877-1878, 2 vol.
- Les premiers principes, traduit de l'anglais par Émile Cazelles, Paris, Éd. Germer Baillière, coll. «Bibliothèque de philosophie contemporaine», 1871.
- Classification des sciences, traduit de l'anglais par François Réthoré, Paris, Éd. Germer Baillière, coll. «Bibliothèque de philosophie contemporaine», 1872.
- La Sociologie descriptive (1873)
- Principes de sociologie (1876-1896), traduit de l'anglais par Émile Cazelles, Paris, Éd. Germer Baillière, coll. «Bibliothèque de philosophie contemporaine», 1878-1898, 5 vol.
- Essais de morale, de science et d'esthétique / Vol. 1, Essais sur le progrès, traduit de l'anglais par Auguste Burdeau, Paris, Éd. Germer Baillière, coll. «Bibliothèque de philosophie contemporaine», 1877.
- Essais de morale de science et d'esthetique. III, Essais scientifiques : suivis de réponses aux objections sur Les premiers principes, traduit de l'anglais par Auguste Burdeau, Paris, Éd. Germer Baillière, coll. «Bibliothèque de philosophie contemporaine», 1877.
- Principes d'éthique (1879-1892)
- Essais de morale de science et d'esthétique / II, Essais de politique, traduit de l'anglais par Émile Cazelles, Paris, Éd. Germer Baillière, coll. «Bibliothèque de philosophie contemporaine», 1879.
- Les Bases de la morale évolutionniste, Paris, Baillière, 1881 (2e éd)
- L'Individu contre l'État (1884), traduit de l'anglais par Jules Auguste Gerschel, Paris, Félix Alcan, coll. «Bibliothèque de philosophie contemporaine», 1885.
- Introduction à la science sociale (The Study of Sociology, 1884), Baillière, 1874
- Essais scientifiques et politiques (1891)
- Le principe de l’évolution, réponse à Lord Salisbury, 1895
- La morale des différents peuples et la morale personnelle, traduit de l'anglais par Étienne Martin Saint-Léon [archive] et Eloi Castelot [archive], Paris, Félix Alcan, coll. «Bibliothèque de philosophie contemporaine», 1896.
- Une autobiographie, trad. et adaptation Henry de Varigny, Alcan, 1907

## Pour approfondir

#### Bases de données et dictionnaires
- Ressources relatives à la recherche :   - Biodiversity Heritage Library
  - Harvard University Herbaria & Libraries
  - International Plant Names Index
  - Internet Encyclopedia of Philosophy
  - Stanford Encyclopedia of Philosophy
- Ressources relatives aux beaux-arts :   - British Museum
  - National Portrait Gallery
  - Union List of Artist Names
- Notices dans des dictionnaires ou encyclopédies généralistes :   - Britannica
  - Brockhaus
  - Den Store Danske Encyklopædi
  - Deutsche Biographie
  - Enciclopedia italiana
  - Enciclopedia De Agostini
  - Gran Enciclopèdia Catalana
  - Hrvatska Enciklopedija
  - Internetowa encyklopedia PWN
  - Nationalencyklopedin
  - Oxford Dictionary of National Biography
  - Proleksis enciklopedija
  - Store norske leksikon
  - Treccani
  - Universalis
  - Visuotinė lietuvių enciklopedija
- Notices d'autorité :   - VIAF
  - ISNI
  - BnF (données)
  - IdRef
  - LCCN
  - GND
  - Italie
  - Japon
  - Espagne
  - Belgique
  - Pays-Bas
  - Pologne
  - Israël
  - NUKAT
  - Catalogne
  - Suède
  - Vatican
  - Australie
  - WorldCat